# Projet M (astronautique)
Pour les articles homonymes, voir Project M.

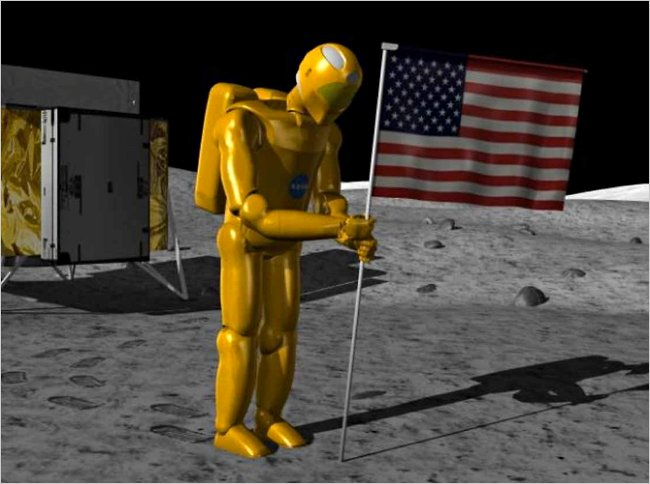
Simulation de Robonaut 2 sur la Lune dans le Projet M

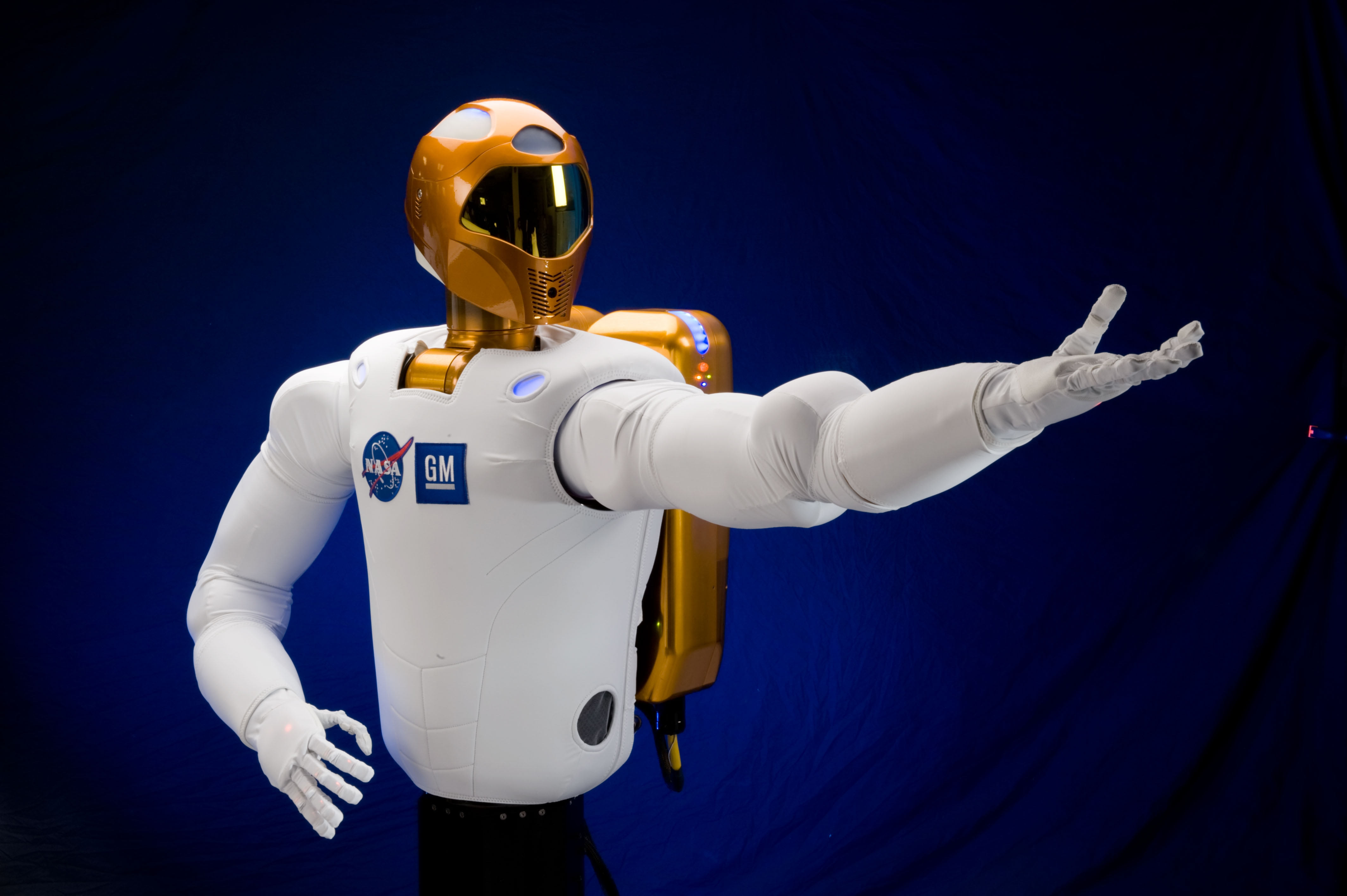
Robonaut 2

Projet M était un projet de la NASA, dirigé par Stephen J. Altemus, visant à envoyer un robonaute sur la Lune où il serait contrôlé par téléprésence ou réalité virtuelle. La NASA espérait réaliser ce projet en seulement 1000 jours. Il aurait pu servir de précurseur pour la construction de bases lunaires.
Un partenariat fut développé avec Armadillo Aerospace pour la construction du module d'atterrissage.

## Historique
La NASA a planifié ce projet à moins de 200 millions de dollars. Un montant supplémentaire de 250 millions de dollars aurait été nécessaire pour une fusée. Le projet aurait pu être réalisé en un millier de jours ou moins, une fois approuvé. Le projet aurait utilisé une variante de l'atterrisseur développé par Armadillo Aerospace,. Un deuxième prototype d'atterrisseur, le Projet Morpheus, résulte de la révision à la baisse du Project M.